# Les Sims : Histoires d'animaux
Les Sims : Histoires d'animaux est le deuxième jeu de la série Histoires de Sims. Il fait suite au jeu Les Sims : Histoires de Vie et est sortie le 19 juin 2007.
Le 17 décembre 2015, Aspyr publie un portage du jeu pour OS X sur l'App Store.

## Caractéristiques
Les Sims : Histoires d'Animaux permet aux Sims de prendre soin et de s'occuper de l'éducation des animaux domestiques, comme dans le jeu Les Sims 2 : Pets. Tout comme son prédécesseur, ce jeu est optimisé pour les ordinateurs portables et est doté à la fois du mode Histoire et d'un mode Libre.
Dans ce jeu, deux nouvelles histoires sont introduites, Meilleur Show et Minuit Mascarade. Le premier épisode met en scène Alice, une femme qui fait face à des problèmes financiers et est sur le point de perdre sa maison. Elle présente son animal de compagnie à un concours canin pour tenter de gagner assez d'argent pour sauver sa maison. La seconde est l'histoire d'un homme nommé Stephen, dont le monde est chamboulé lorsqu'un odieux chat vient vivre avec lui.
Le joueur peut jouer également dans la ville d'Arbor Falls, sans suivre une ligne de conduite précise. En mode Libre, le joueur peut jouer avec des Sims ordinaires, élever une famille, acheter des animaux, sortir, ou flirter.
Comme dans les autres titres de Histoires de Sims, cet opus est conçu sur la base des Sims 2, avec le même moteur de jeu, le rendant plus optimisé pour les ordinateurs portables à basse configuration. Par défaut, le titre se joue en mode fenêtré, mais peut être changé pour jouer en plein écran. Il dispose également d'une barre de batterie pour montrer combien de batterie il reste à l'utilisateur.

## Accueil
- Jeuxvideo.com : 13/20[1]